# Carnevale di Massafra
Il Carnevale di Massafra - Magia dello Jonio è una manifestazione carnascialesca, tra le più importanti della Regione Puglia, che si svolge con cadenza annuale nella città di Massafra, in provincia di Taranto.

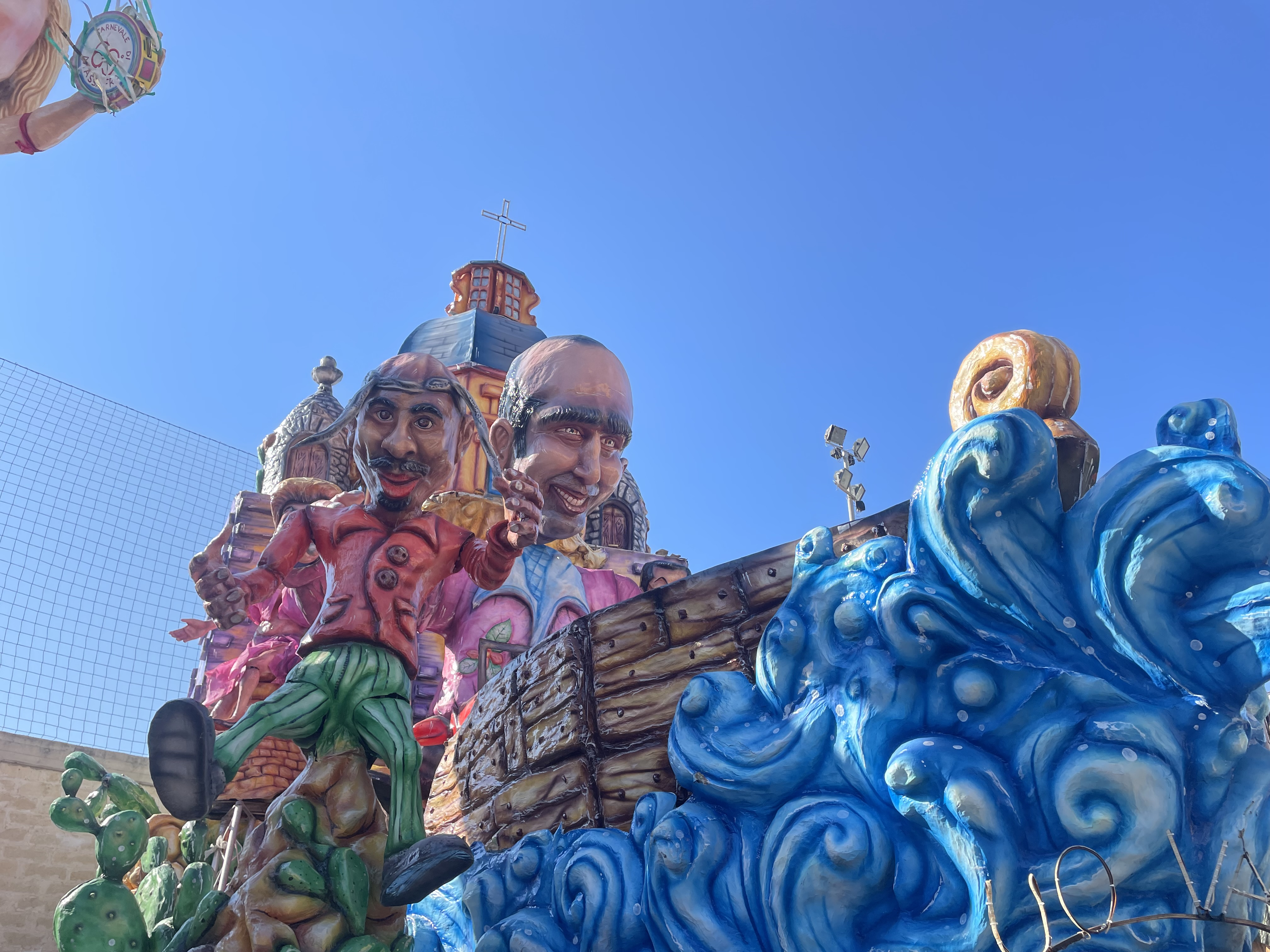
Tipico carro allegorico del carnevale massafrese che ritrare Checco Zalone (2022)

Considerato uno dei più festosi, a differenza di altri carnevali la maggior parte del percorso della sfilata dei carri non è transennata e cittadini e forestieri possono partecipare direttamente all'animazione e al divertimento.
Il governo italiano lo ha riconosciuto come uno dei Carnevali storici d'Italia.

## Storia

### Le origini
Il Carnevale di Massafra inizia per tradizione plurisecolare il 17 gennaio, giorno in cui ricorre la festa di Sant'Antonio abate, da cui deriva il detto popolare: 
In questa giornata, i contadini, i massari e le donne di casa conducevano il proprio bestiame all'annuale cerimonia della benedizione degli animali domestici e da lavoro, che veniva impartita nello spiazzo antistante l'antica chiesa rupestre di Sant'Antonio abate, di proprietà del Capitolo, che prima della costruzione dell'Ospedale Pagliari, si trovava in aperta campagna, fuori le porte dell'abitato.

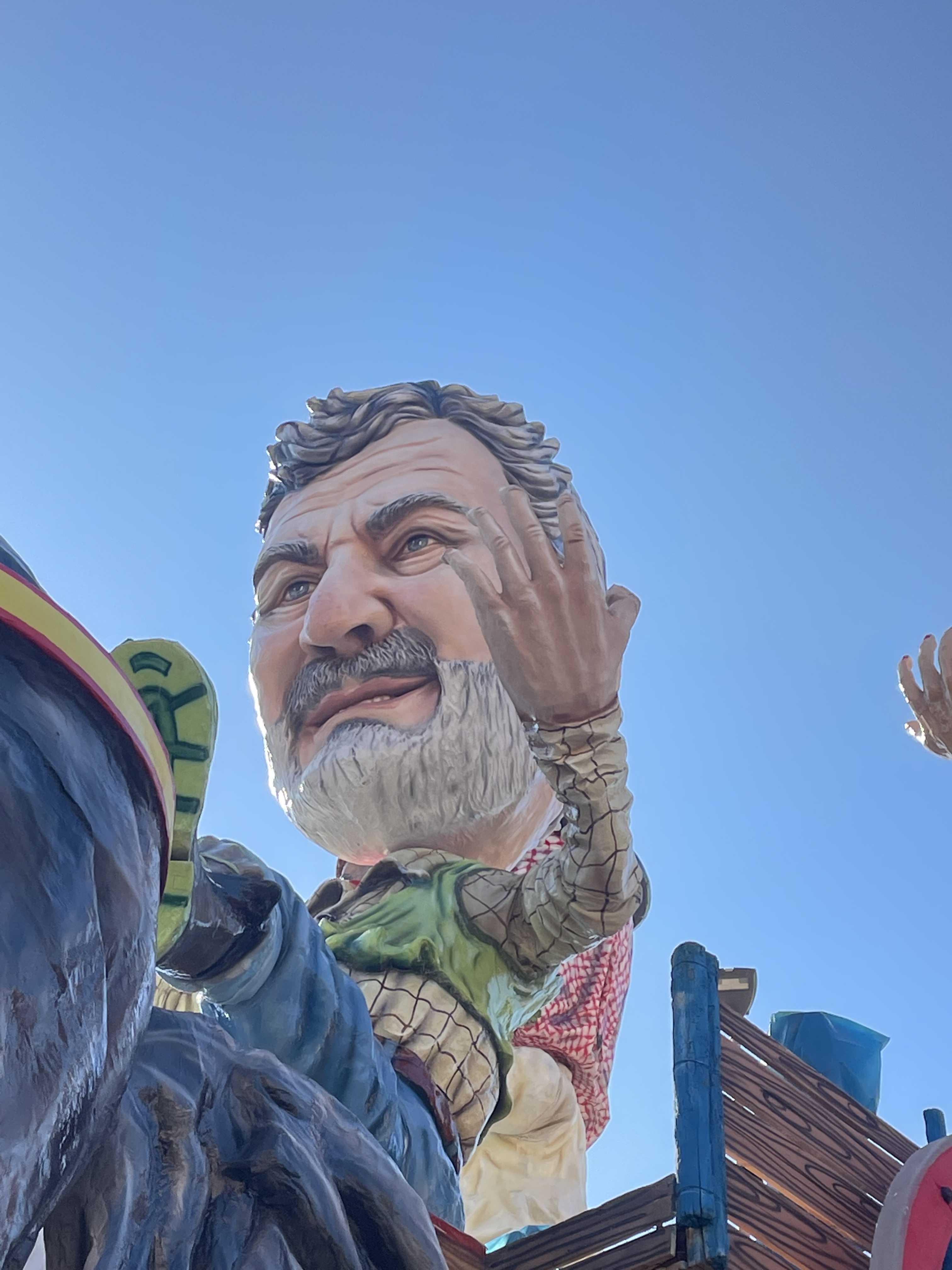
Il carro di Michele Emiliano (2022)

Un giorno di festa rispettato da tutti, allietato da manifestazioni popolari come l'accensione del falò nelle strade, il "tiro al caciocavallo" sullo spalto orientale della Gravina di San Marco e il gioco della Cuccagna: nella serata stessa poi, in casa del vincitore della cuccagna, si banchettava e "si menava la scianghe", come allora si intendeva dire per quei balli troppo focosi.
Dal 17 gennaio in poi, le feste si ripetevano a ritmo serrato tutte le domeniche e i giovedì di carnevale, ognuno dei quali assumeva un proprio nome ed un particolare significato. Si avevano così: il giovedì dei monaci, il giovedì dei preti, il giovedì dei cornuti (o degli sposati) e per ultimo il giovedì dei pazzi (o dei giovani). Seguiva il giovedì della cattiva (cioè della vedova), che coincideva con il primo giovedì di Quaresima.
Fino alla seconda metà del XX secolo, era consuetudine tra monaci e preti festeggiare il "proprio" giovedì, scambiandosi un cordiale invito a pranzo, mentre in quello dei cornuti si festeggiava con un lauto pranzo nell'ambito familiare, con salsizze arrestute (salsicce alla griglia) e vino in quantità.
Nel giovedì dei pazzi, la festa esplodeva in tutta la sua magnificenza nelle piazze e nei vicoli. I giovani rientravano con qualche ora di anticipo dal lavoro e si mascheravano imitando coppie di sposi, gobbi, "sciancati" e, uscendo di casa, facevano il rituale giro per le famiglie. Il porta-maschere ed altri amici in borghese facevano corona cantando:
senza cante e senza suòne.»
Particolare era la battaglia a suon di cannellini e fagioli lanciati dai "Signori" sulle carrozze, a cui rispondevano i "borghesi" a piedi con arance e mazzi d'insalata e tutto quello che gli erbivendoli avevano sulle panche.
Ancora più caratteristica era la processione dei "felpaioli" che, incappucciati e salmodiando scurrilità, portavano in spalla Sant'Accione, rappresentato da Giovanni Franchino detto Piciunno, che riceveva omaggi gastronomici dai beccai del tempo.
Sant'Accione sfilava di domenica lasciando il posto il martedì alla sfilata dei carrettieri, capeggiati da Vincenzo il Tarantino, che portavano in processione un carnevale in fin di vita, raccogliendo doni e cibarie da negozi, cantine e caffè. Il trionfante corteo, armato di siringhe e clisteri, era aperto da un caratteristico gruppo con vasi da notte pieni di brasciole (involtini di carne) e polpette de cavadde (polpette di carne di cavallo) che venivano mangiati con le mani, offrendoli anche ai numerosi forestieri che affollavano le vie del paese, e cantava in coro:
addò si caca, addè si magna!
O ccè gusto, o ccè piacere
addò si piscia, addè si beve!»
che tradotto significa:
dove si caca, dove si mangia!
Che gusto, che piacere
dove si piscia, dove si beve!»

### Il Carnevaletto

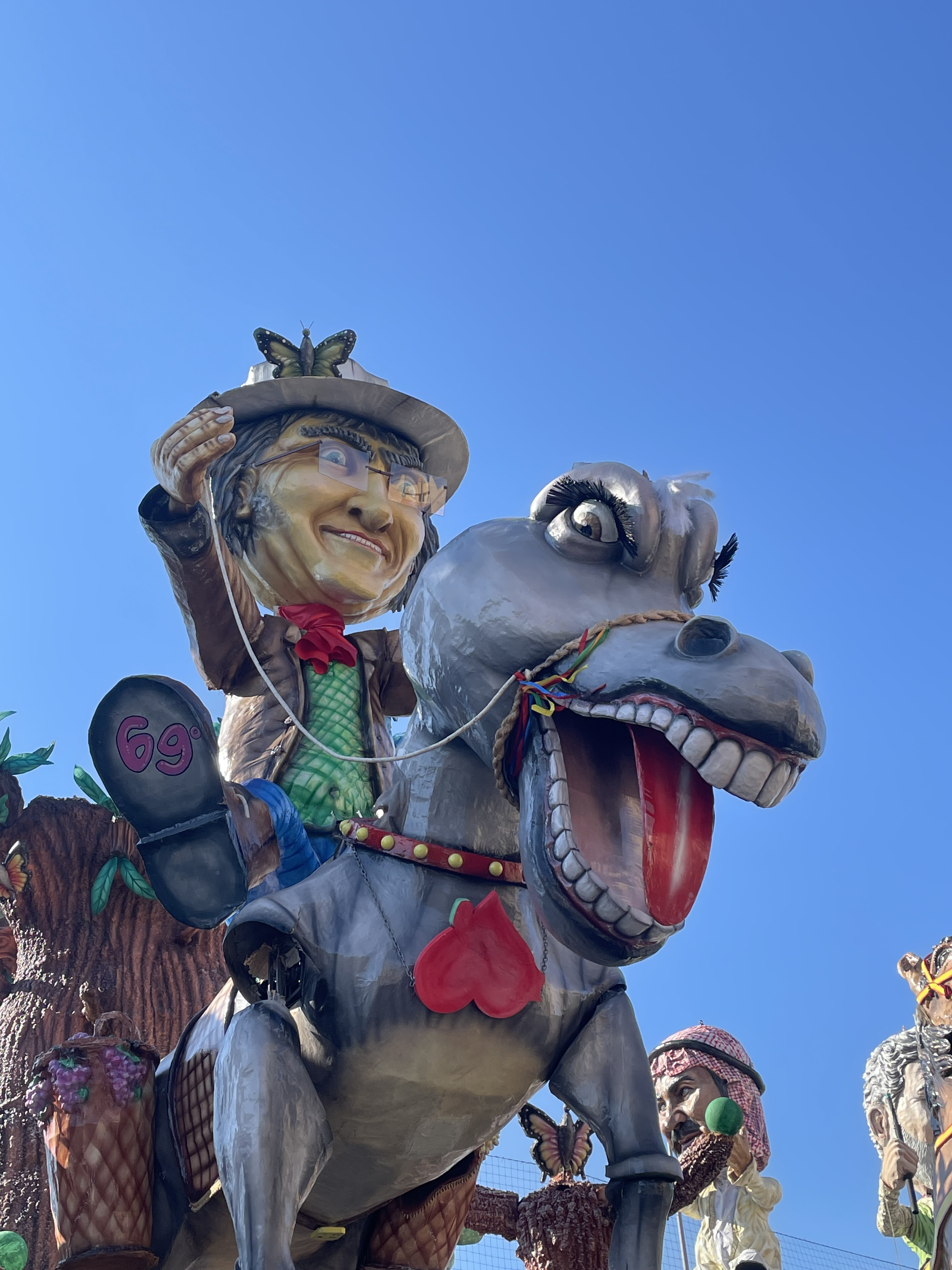
Il carro di Albano Carrisi (2022)

Come attestano alcuni documenti settecenteschi della Confraternita massafrese del Sacramento, si usava celebrare il Carnevaletto, che consisteva in un rito riparatorio di tre giorni per chiedere perdono a Gesù per le offese arrecategli durante il carnevale.
Si annoverano, inoltre, le processioni notturne a scopo di penitenza, indette intorno agli anni venti per tutti i giovedì di Quaresima dal passionista a riposo P. Vincenzo Martucci e dal giovane Luigi Russo, nonché quelle dei venerdì di marzo, che si svolgevano nella gravina della Madonna della Scala, con la visita alle tre cappelle dei Crucifissi.
Il primo giovedì di Quaresima era riservato, come già detto, ai vedovi e alla vedova, quando la carne era ormai a stecchetto e le macellerie erano chiuse. Si racconta di come una vedova andasse in beccheria per comprare la carne, trovando che tutto era esaurito: un'allusione alle ristrettezze che devono coronare il resto della vita di una povera donna ridotta allo stato vedovile.

### La nascita dell'odierno Carnevale
("Pasqua e Natale dove ti trovi, Carnevale fallo a casa tua!"  Detto popolare massafrese)
Nel 1951, alla vigilia della Quaresima, alcuni giovani massafresi organizzarono uno scherzo: affissero dei manifesti che annunciavano una corrida per l'ultima domenica di carnevale nell'allora piazza principale della città e il giorno dell'evento, con i cittadini preoccupati perché ignari della beffa, si presentò un bizzarro corteo, con un toro di cartapesta sorretto da due ragazzi, quadrillas, un matador, un veterinario in camice bianco e picadores a cavallo di manici di scopa.
L'anno successivo, il 24 e 26 febbraio si tenne un primo concorso a premi di gruppi mascherati: risultarono vincitori i quaranta elementi della filodrammatica "Goldoni" con L'Imperatore di Capri.
Infine, nel 1953 il Comune di Massafra organizzò la prima edizione del Carnevale massafrese, con la tradizionale sfilata dei carri.

### Eventi recenti

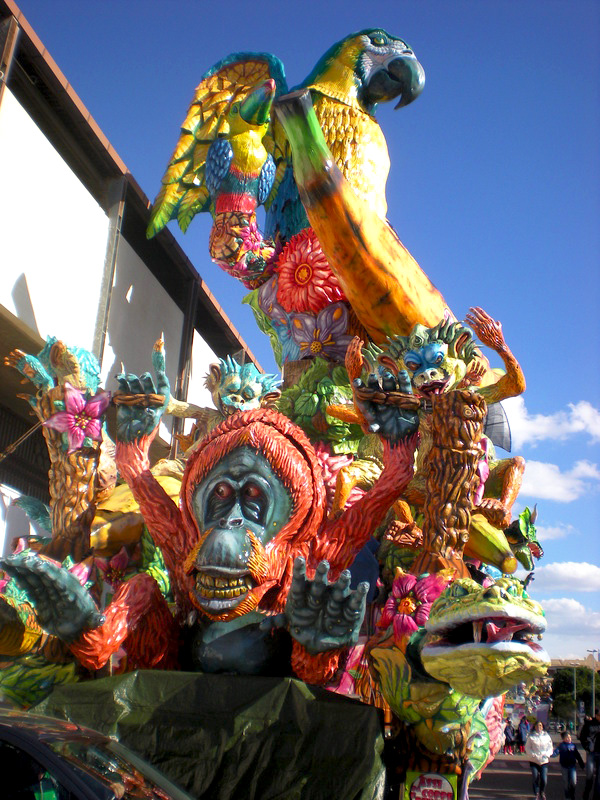
Carro Cocorito ti ridico... Ma dove vai se la banana non ce l'hai del Team Assi da Coppe e Denari (2014)

Tra gli anni Novanta e gli inizi del nuovo secolo, il Carnevale di Massafra ha visto accentuarsi sempre più la vis polemica tra carristi e Amministrazione comunale a causa dell'assenza di strutture idonee alla costruzione e al ricovero dei carri allegorici. 
Numerose sono state le manifeste espressioni di malcontento: nello specifico, lo sciopero della cartapesta proclamato dall'ass. Chiacchiere e Frutte nel 2004, il movimento Tivotose per far sottoscrivere agli allora candidati Sindaco la promessa della posa della prima pietra della Cittadella nei primi 100 giorni di governo nel 2006 e infine l'imponente sciopero organizzato dall'associazione dei carristi nel 2010.
In occasione del cinquantesimo anniversario della manifestazione, l'edizione del 2003 fu associata alla Lotteria Italia.
Alcuni carristi negli ultimi anni si sono "trasferiti" al Carnevale di Viareggio, raggiungendo buoni risultati. La manifestazione massafrese, oltremodo, sta suscitando sempre maggior attenzione e interesse anche a livello nazionale, con il riconoscimento del Carnevale di Massafra tra i Carnevali storici d'Italia ammessi a finanziamento dal Mibact nel 2016.

## La preparazione dei carri

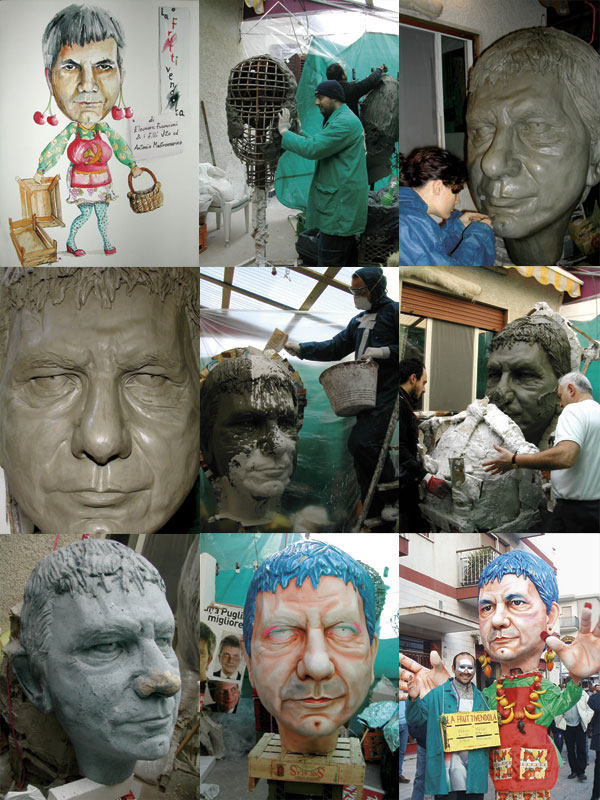
Costruzione di una maschera in cartapesta, dal bozzetto alla sfilata al Carnevale di Massafra - Fratelli Mastromarino ed Eleonora Francioni

Il processo di allestimento dei carri è abbastanza complesso e dura all'incirca 4-5 mesi.
La prima fase è quella della creazione di una forma in argilla: bisogna dare alla forma tutti i minimi dettagli, senza trascurare nulla in modo da farla divenire caratteristica.
Quando la forma d'argilla è completa, essa viene ricoperta di olio e su di essa viene colato il gesso, sul quale, dopo che si sarà raffreddato e che verrà cosparso di olio, verrà fatta aderire la cartapesta.
La carta utilizzata per la cartapesta è quella dei quotidiani, imbevuta di una colla prodotta con acqua e farina: la carta viene divisa in strisce sottili e viene fatta aderire al calco. Appena sarà asciugata, la cartapesta viene staccata dal calco e assemblata con l'aiuto di cartoncini e colla a caldo.
Dopo questo passaggio, il "pupo" è rivestito di cartacemento, dopodiché è pronto per essere dipinto ed infine lucidato.

### Le strutture: il progetto della Cittadella del Carnevale
Ad oggi, il Carnevale di Massafra non dispone di strutture idoneamente progettate e utilizzabili per la realizzazione delle opere carnascialesche, ma sono stati diversi gli interventi e le polemiche divampate per la risoluzione della problematica. La richiesta insistente della costruzione della "Cittadella del Carnevale" ha ispirato diversi carri allegorici negli anni, come Dal romanzo di Alessandro Manzoni, ecco a voi i promessi capannoni nel 1994 e L'illusione continuerà nel 1995 dei fratelli Bruno e Mimmo Fumarola, Dateci spazio di Festa e D'Aniello nel 1994, La storia infinita dell'Art Project 3D nel 1996.
Nel 2004 i cartapestai appartenenti all'Associazione Chiacchiere e Frutte indissero uno sciopero realizzando solo un gruppo mascherato, in cartone e legno, lamentando il ritardo del pagamento dei premi ai carristi vincitori e la mancanza di strutture idonee per la realizzazione dei carri allegorici.
L'anno successivo, l'allora Sindaco Giuseppe Cofano consegnò ai cartapestai in comodato d'uso i locali dell'ex Macello Comunale, ormai dismesso da anni. Tali strutture, utilizzate sino al 2016, sono sempre state carenti nel rispetto delle norme di sicurezza e di igiene, risultando inoltre di dimensioni insufficienti per ospitare le strutture dei carri, per la maggior parte dunque realizzate all'aperto, con tutti i rischi dell'esposizione alle intemperie.
Nel 2006, in occasione delle elezioni comunali, i cartapestai lanciarono la proposta "Ti voto se", con cui si chiedeva ai candidati sindaco aderenti di promettere, in caso di vittoria, la posa della prima pietra della Cittadella del Carnevale di Massafra entro i primi 100 giorni di amministrazione. La promessa non fu però mantenuta.
Nel 2008 fu costituita una società consortile tra Amministrazione e cartapestai a cui fu affidata la gestione delle edizioni del Carnevale, con l'obiettivo anche di preparare le basi per la costruzione della futura Cittadella.
Nell'autunno del 2009 i carristi, in vista dell'edizione imminente del Carnevale, paventarono l'ipotesi di uno sciopero generale della cartapesta, qualora non fossero stati ascoltati sulla manutenzione e sul rinnovo del comodato d'uso delle strutture dell'ex Macello Comunale, sul progetto della futura Cittadella e sull'aumento dei premi in palio. L'amministrazione comunale, dopo una prima sembianza di pacificazione e l'intervento della Provincia, non raggiunse un accordo e coinvolse altre realtà cittadine, in primis le Scuole, nella realizzazione della sfilata carnascialesca: i cartapestai non realizzarono dunque alcun carro, eccetto un carrista, la cui opera però subì ingenti danni a causa di un incendio ad opera di ignoti due giorni prima della sfilata.
A fine 2010, a pochi mesi dalle elezioni amministrative, il Comune di Massafra partecipò al Bando della Regione Puglia "Il mondo che vorrei" per il recupero ambientale di cave dismesse di proprietà pubblica, individuando una cava di tufo inutilizzata, nel nascente quartiere "Belvedere" e accanto ad un parco pubblico cittadino, da adibire a spazio per la costruzione dei capannoni della Cittadella del Carnevale. La finalità del Bando, tuttavia, era ben diversa e il progetto fu escluso dalla graduatoria finale sia dalla Regione poco prima delle votazioni, nell'aprile 2011, sia dal TAR di Lecce, nel merito del ricorso del Comune contro il provvedimento, nel dicembre successivo.
Nel settembre 2011 si paventò l'ipotesi di un nuovo sciopero della cartapesta per l'edizione del 2012, dinanzi al ritardo del saldo dei premi assegnati nel concorso appena passato. A pochi mesi dalla sfilata fu però raggiunto un accordo con l'Amministrazione comunale e il Carnevale, seppur con soli 5 carri allegorici di dimensioni "ridotte", si svolse regolarmente, prevedendo anche la possibilità di un'aggiuntiva edizione estiva, che però non ebbe luogo: secondo gli accordi, il Sindaco provvide al saldo richiesto dei premi in denaro, la società consortile fu liquidata a giugno 2012 per far spazio ad un nuovo ente indipendente dalla politica a cui affidare l'organizzazione della manifestazione, tuttora ancora non costituito, e fu promesso l'impegno nel reperire Fondi europei per la realizzazione della Cittadella.
Nel luglio 2014 il Consiglio Comunale approvò il Piano di alienazione degli immobili, con cui si prevedeva di vendere i locali dell'ex Macello Comunale, insieme ad un altro ex mattatoio, per accantonare le prime somme per la costruzione della Cittadella del Carnevale.
Il Piano è stato nuovamente approvato nel 2015 e la successiva Amministrazione eletta, nel dicembre 2016, ha indetto con determina dirigenziale la procedura di alienazione degli immobili di via La Rotonda, avviando quindi l'asta pubblica che però, anche dopo un rinnovo della gara, andò deserta.
Contestualmente, il Comune individuò, tra novembre e dicembre 2016, tramite avviso pubblico, due capannoni industriali di proprietà privata, da affittare a proprie spese, nel territorio comunale per consegnare nuovi spazi più grandi e idonei ai cartapestai, decidendo insieme a questi, per l'edizione 2017, di far slittare la sfilata dei carri allegorici nel mese di luglio.
Il 14 luglio 2020 il Consorzio ASI di Taranto emanò un avviso pubblico per l'acquisizione di immobili da convertire nella Cittadella del Carnevale.
Il 26 maggio 2021 il Sindaco Fabrizio Quarto annuncia la stipula del contratto tra il Consorzio ASI e la Regione Puglia per l'acquisto di un'area situata nella Zona Industriale massafrese, a ridosso della Strada statale 7 Via Appia con 3200 mq di capannoni, 20500 mq di aree libere e piazzale e un centro direzionale.

## La sfilata

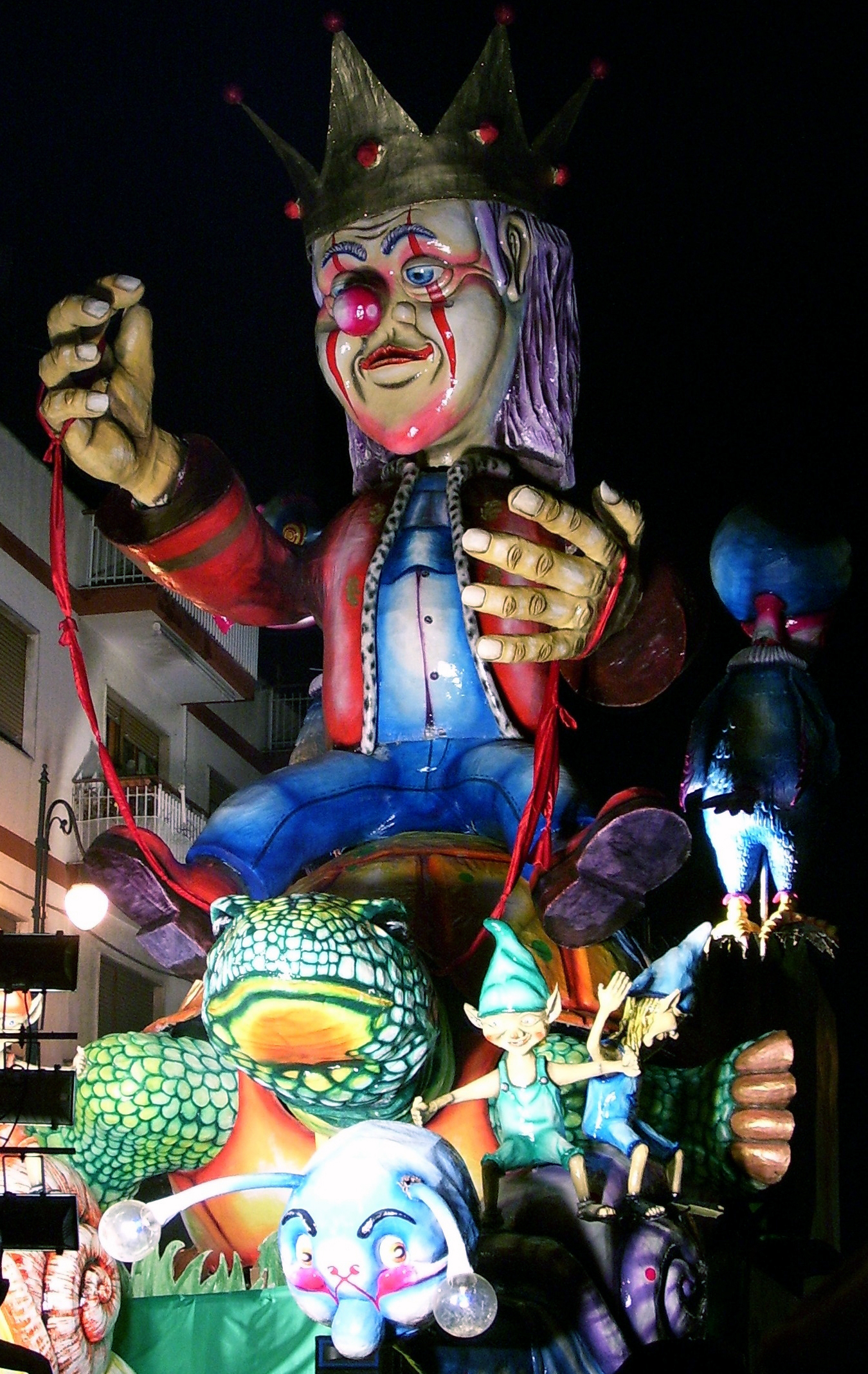
Carro Avanti Tutta dell'Ass. Chiacchiere e Frutte (2007)

Le sfilate si svolgono la sera dell'ultima domenica di carnevale e del martedì grasso.
A partire dal 2015, la domenica mattina precedente e nella mattinata dello stesso giorno della prima sfilata, ha luogo il corso mascherato dei bambini delle scuole dell'infanzia e delle scuole primarie.

### La Morte del Re Carnevale

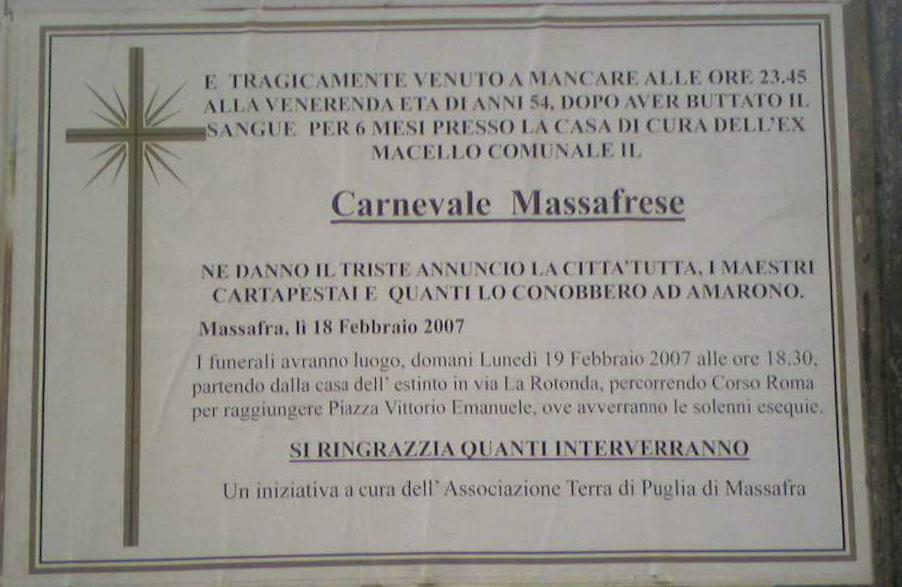
Manifesto funebre della Morte della 54ª edizione del Carnevale Massafrese

Al termine della sfilata dei carri allegorici, si svolge l'antica tradizione del corteo funebre del Re Carnevale, che alcuni storici locali fanno risalire ai primi del Novecento.
Nella serata del martedì grasso, prendeva forma il corteo dei carrettieri, dei felpaioli, dei conciapelli e dei fornai che animavano l'ultimo giorno di baldoria, per cui la fine del Carnevale annunciava il ritorno al lavoro dei numerosi braccianti agricoli, che ritornavano nelle campagne calabresi e lucane, e l'inizio della Quaresima.
Era usanza tra i conciapelli, i fiscolai e i fornai, portare in corteo in lussuose bare il Carnevale "moribondo", che veniva chiamato Juann (Giovanni), forse in ricordo di Giovanni Carnevale, animatore delle prime manifestazioni massafresi nella prima metà dell'Ottocento.
Similmente faceva il "quattroruote" di Fafuoco con a carico un grosso fantoccio di paglia in abiti da campagnolo. Il corteo era preceduto da una fila interminabile di finti confratelli, preti e fedeli con lampade e torce accese.
Dietro il feretro, procedevano le sghignazzanti accompagnatrici di Rosa, moglie del Carnevale. La fanfara minore di Domenico Franchino accompagnava con le sue musiche i cortei.
A mezzanotte i lugubri rintocchi della chiesa di Santa Maria di Costantinopoli (abbattuta nel 1929) segnavano la morte del Carnevale, il cui "corpo" veniva bruciato o gettato nella gravina. Il ricordo amaro delle baldorie è testimoniato dalla strofetta che si recitava all'indomani:
chine di dogghie
ajere maccarune
e josce fogghie!»
che tradotto in Italiano suona così:
pieno di dolori
ieri maccheroni
e oggi verdura!»
Dopo quasi mezzo secolo di stop, dalla 50ª edizione del 2003 il tradizionale corteo funebre viene celebrato nuovamente. La manifestazione viene organizzata dall'Associazione culturale Terra di Puglia e dal locale Istituto tecnico industriale Edoardo Amaldi, con il patrocinio dell'Assessorato allo Spettacolo del Comune di Massafra. Una Tradizione che nel 2013 è stata rimossa.

## Le maschere

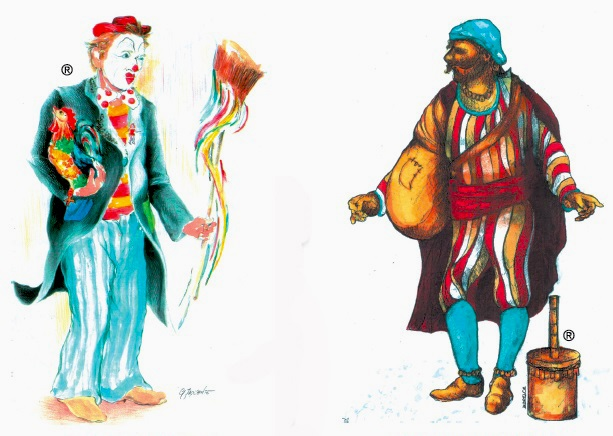
Gibergallo e Lu Pagghiùse

Le maschere ufficiali del Carnevale di Massafra sono Gibergallo e Lu Pagghiùsë. Il primo è un allegro pagliaccio vestito con un frac nero e un gallo al guinzaglio, il secondo è lo stereotipo del contadino massafrese, con al seguito una bisaccia e una cupa cupa.
La loro designazione ha avuto un iter lungo e complesso: nel 2003 la Fondazione Carnevale di Massafra propose, dopo concorso pubblico, di proclamare Lu pagghiusë quale maschera ufficiale del Carnevale, mentre nel 2005 l'allora sindaco di Massafra, Giuseppe Cofano, annunciò in una conferenza stampa che il Gibergallo sarebbe stata la maschera ufficiale.
Solo nel novembre 2008, il consiglio comunale deliberò che entrambi i personaggi fossero riconosciuti come maschere ufficiali del Carnevale massafrese.

## Albo d'Oro

### Carri allegorici
- 1953 Disco volante del gruppo di Roberto Caprara
- 1954 Napoli canta di Antonio Pignatelli
- 1955 Re Biberon di Espedito Jacovelli
- 1956 Fantasia cinese di Espedito Jacovelli
- 1957 Tele pupazzata di Antonio Pignatelli
- 1958 Papaveri e papere di Antonio Pignatelli
- 1959 Il sogno di Arlecchino de Gli Amici della Luna
- 1960 Pinocchio di Espedito Jacovelli e Antonio Rospo
- 1961 Festival zoologico di Dubla e Oliva
- 1962 Allegro satellite di Oliva
- 1963 Reginella campagnola di Pignatelli
- 1964 Nel regno delle fiabe di Olivieri
- 1965 Il trionfo di Carnevale di Olivieri
- 1966 Arriva il circo di Olivieri ex aequo Caravan Petrol di Giannotta e Francioso
- 1967 L'ospite d'onore di Olivieri
- 1968 Alice nel Paese delle meraviglie di Fino, Fiore e Parolino
- 1969 La matriarca dell'Associazione Sportiva Virtus
- 1970 I medici siamo noi di Viesti e Castiglia
- 1971 Questo porco mondo di Tagliente e Mazzarone
- 1972 Io ti do le canzoni più belle che ho e tu mi dai le tasse più alte che hai di Viesti
- 1973 Chi vuol essere lieto sia di Lavarra
- 1974 Nel segno del leone di Navarra e Pratolino
- 1975 Carnevalata d'oggi di Pignatelli
- 1976 Telegiornale delle ore 20 di Pignatelli
- 1977 Berlinguer e i professori di Lavarra
- 1978 Lavoriamo per la pace di Pratolino, Boccucci e soci
- 1979 C'eravamo tanto amati di Pratolino
- 1980 Il risveglio della Juve di Lavarra
- 1981 Difendiamo il nostro mare di Pratolino
- 1982 I figli di Troia di Mappa e Oliva
- 1983 Sotto il segno del pesce di Mappa, Ghionna e Notaristefano
- 1984 Tutti insieme con i puffi per la grande puffata" di Ghionna e Notaristefano
- 1985 Rockfeller animation express...verso un mondo migliore di Ghionna e Notaristefano
- 1986 La presa della pastiglia di Mappa e Tagliente
- 1987 Tirole..sì, Italia...nì, Tirolesionati di Mappa e Kroll
- 1988 Arripa la zampogna per quando abbisogna di Mappa e Kroll
- 1989 Un successo da leone di Giannotta
- 1990 Sogno di un tempo che fu di Pignatelli
- 1991 Edizione non tenutasi per lo scoppio della Guerra del Golfo
- 1992 Se ve gusta flamenco nacchere e passion, vi invitiamo a ballar dei F.lli Festa e Monaco
- 1993 Per voi è stata bella, per noi una bestia di Ghionna, Lepore, Tagliente, Notaristefano, Ventura
- 1994 PiratItalia di Pignatelli e Lapenna
- 1995 Cavalcando la preistoria di Ghionna, Lepore, Tagliente
- 1996 La Storia Infinita di Lapenna e D'Amati
- 1997 Il Gobbo di Notredame di Krol, Pratolino, Biancofiore
- 1998 Happy Train 19696: buon compleanno Telefono Azzurro! dei F.lli Bruno e Mimmo Fumarola con l'Ass. Chiacchiere e Frutte, F.lli Vito Nicola ed Antonio Mastromarino e Marilù Putignano
- 1999 Giù la Maschera... Vamp dell'Art Project 3D
- 2000 La banda che sbanda dell'Art Project 3D
- 2001 Tarzan dell'Art Project 3D
- 2002 Chi dorme non piglia pesci di F.lli Di Giorgio, Fuggiano, D'Arcangelo, D'Eredità e Casulli
- 2003 Shrek di D'Aniello, Surano e Festa ex aequo Mostruosamente Indiavolati dell'Art Project 3D
- 2004 Insetto Nocivo dell'Art Project 3D
- 2005 Siamo tornati all'antico... Egitto!!! dei F.lli Zaccaria
- 2006 Prodi, Cavaliere alla conquista d'Italia dei F.lli Festa e soci
- 2007 Belve feroci dei F.lli Festa e soci ex aequo Prodi pirati alla conquista de chess... a finanziaria dell'Art Project 3D
- 2008 Ritorno alla... preistoria con tanti "Grilli" per la testa dell'Art Project 3D
- 2009 Italia Polare dell'Art Project 3D
- 2010 Carnevale in fiore della famiglia Surano[30]
- 2011 The king of the carnival...show must go on di Art Project 3D
- 2012 In un mare di guai dell'Ass. Secondi a Nessuno
- 2013 Ridotti all'Osso dell'Ass. Secondi a Nessuno ex aequo Scusate se, a volte, ci divertiamo così di Salvatore Giannotta
- 2014 Lottare per un carnevale migliore dell'Ass. Secondi a Nessuno
- 2015 Stop alla crisi... Ricostruiamo un'Italia migliore dell'Ass. Secondi a Nessuno
- 2016 L'incantatore dell'Ass."Secondi a Nessuno" ex aequo Carnevale da Incubo dell'Art Project 3D
- 2017 Sapientia, l'evoluzione della conoscenza dell'Ass. "Pressis Charta"
- 2018 Concorso previsto nell'edizione estiva e poi non tenutosi
- 2019 “Il silenzio degli Innocenti di Antonio Lapenna e Ass. Magic Club
- 2020 Diversi… ma da chi? dell'Ass. "Pressis Charta"
- 2021 Edizione non tenutasi a causa della Pandemia di COVID-19
- 2022 Il fascino senza tempo dell'Ass. Secondi a Nessuno e 3D emotions Lab di Castellano, Chiefa e Luccarelli
- 2023"Il mare dell'anima" dell'associazione Secondi a Nessuno, 3D Emotions LAB e Antonio Castellano

### Gruppi allegorici
- 1960 Quando la gatta non c'è i topi ballano di Antonio Laterza ex aequo Pasqualino orientale di Antonio Pignatelli
- 1961 Collerici di Balestra
- 1962 Topo Gigio e Marietta di Gino Vinci
- 1963 Sombrero di Gino Vinci
- 1964 Più pagliacci che mai di Loris Rossi
- 1965 I Marziani  di Festa e Palmitesta
- 1966 I Rokes di Acquaro
- 1967 La grande Corrida di Acquaro
- 1968 Allegri vagabondi di Acquaro
- 1969 Trionfo dell'automobile di Viesti
- 1973 Ricordo della Grande Guerra di Notaristefano e Rossano
- 1975 Questo pazzo, pazzo mondo Disney di Mappa
- 1976 Se c'è il Clan la gente si diverte di Albanese
- 1977 Gira e rigira, siamo sempre noi di Gallo
- 1981 La grande Buddanata di Mappa
- 1982 I protagonisti di Annese
- 1983 Bianca Valanga e i 70 clown dei F.lli Gallo
- 1985 Ruggenti anni venti di Antonio Maraglino
- 1987 Carnevale da sballo con Gibergallo Giannotta-Maraglino-D'Andrea
- 1992 Tra ometti, stregoni e folletti nasce la notte degli scherzi e dei dispetti: La Notte di Halloween di Francesco Taccardi e Tommaso Massaro
- 1993 Giunti alla quarantesima edizione, si ritorna ad una vecchia tradizione: Sant'Accione è ritornato ed è ancora più inkazzato! dei F.lli Vito Nicola e Antonio Mastromarino, Giuseppe Quero e Cosimo Coronese.
- 1994 Saluteme a Socrate! di Fratelli Vito Nicola e Antonio Mastromarino, Tommaso Massaro, Rino D'Erchia
- 1995 A sckacchjete dei Fratelli Vito Nicola e Antonio Mastromarino con la collaborazione di Marilù Putignano, dei f.lli Gianfranco e Maurizio Rongo e dell'Ass. ARCI "Le Grotte".
- 1996 L'arte di paccje, senza pupazze ma Pi Kasse! di Fratelli Vito Nicola e Antonio Mastromarino, Paolo Cisternino, Marilù Putignano
- 1997 Ve crisc fil alias i Laureati dell'Ass. Chiacchiere e frutte con F.lli Vito Nicola e Antonio Mastromarino, Paolo Cisternino, Marilù Putignano
- 1999 Se il mondo va a rotoli canta che ti passa di Carone e Bruno
- 2000 Salviamo il mare della Scuola Media "Niccolò Andria"
- 2002 Vogliamo volare verso un mondo migliore... della Parrocchia San Francesco da Paola
- 2005 Premio Oscar in pompa magna di Chiacchiere e Frutte e dei F.lli Tommaso ed Emiliano Marazia
- 2006 Moulin Rouge bongalass, mange, bev e vé allu spasse di Princi Company
- 2007 Su una piccola pietra inciampò l'imperatore - arrìp la zampogn p'quann abbsogn del Liceo "Domenico De Ruggieri"
- 2008 Gioco di carte dell'Ass. Apulia
- 2009 Direttamente dal mondo della magia dell'Ass. Apulia
- 2010 Omaggio all'Italia dell'Ass. Apulia
- 2011 Il magico mondo dei fiori (Omaggio a Nizza) dell'Ass. Apulia
- 2013 Promesse da Circo di Festa e Semeraro
- 2014 Topolino, il mago del Carnevale di Fuggiano
- 2015 Con la testa tra le nuvole in compagnia dei Minions di Fuggiano e Grognardo
- 2016 Pinocchio nel paese dei balordi di Acquaro, Ricci e Romano
- 2017 Governo italiano non fare l'indiano di Acquaro e Ricci
- 2018 Lupin alla ricerca del tesoro perduto dell'Ass. Team Tempesta
- 2019 I sette peccati capitali della ProLoco di Crispiano
- 2020 Il genio e le invenzioni.... Leonardo a scuola di emozioni del Team Arte e Spettacolo di DeBiase e Monaco
- 2021 Edizione non tenutasi a causa della Pandemia di COVID-19
- 2022 Dalle Olimpiadi della Cina, tra piume e colori, fino a Cortina dell'Ass. Chytros Crispiano